# Syracuse (Nebraska)
Syracuse è un comune degli Stati Uniti d'America, nella Contea di Otoe, nello Stato del Nebraska.